# Raimund Bayer
Raimund Bayer (* 15. April 1950 in Queidersbach, Landkreis Kaiserslautern) ist ein deutscher Politiker (SPD).
Raimund Bayer besuchte eine Hauptschule und machte ab 1965 eine Ausbildung als Jungwerker bei der Deutschen Bundesbahn. Anschließend besuchte er das Abendgymnasium im Ketteler-Kolleg Mainz und trat 1971 der SPD bei. Ein Jahr später legte er das Abitur ab und studierte an der Erziehungswissenschaftlichen Hochschule Rheinland-Pfalz. 1975 schloss er mit der Ersten Staatsprüfung für das Lehramt an Grund- und Hauptschulen ab und wurde Gesamtschullehrer. Bei der Berliner Wahl 1981 wurde Bayer in die Bezirksverordnetenversammlung des Bezirks Tempelhof gewählt. Ein Jahr später wurde er Gesamtschulrektor in Berlin-Neukölln. Bei der folgenden Wahl 1985 wurde er in das Abgeordnetenhaus von Berlin gewählt und wurde 1989 Vorsitzender des Ausschusses für Jugend und Familie. Nach der vorgezogenen Wahl 1990 scheiterte Bayer zunächst, rückte aber durch den Tod Harry Ristocks im März 1992 ins Parlament nach. 1995 schied Bayer endgültig aus dem Abgeordnetenhaus aus.
Bayer war später Schulrat im Bezirk Neukölln und im Bezirk Charlottenburg-Wilmersdorf. Er ist bei der Salvator-Kirchengemeinde in Berlin-Lichtenrade aktiv und seit 2014 im Ruhestand.